# Foley County

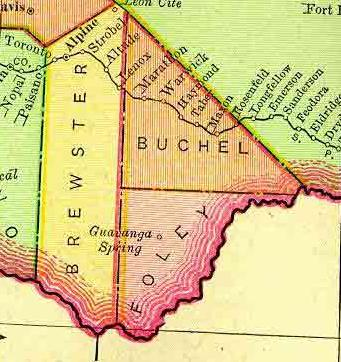
Übersichtskarte Brewster, Buchel und Foley Countys 1895

Foley County war ein County im US-Bundesstaat Texas, das von 1887 bis 1897 existierte. Das Gebiet ist heute Teil des Brewster Countys.

## Geschichte
Per Gesetz vom 15. März 1887 wurden aus dem Presidio County drei neue Countys abgetrennt: Buchel County, Foley County und Jeff Davis County. Kurz zuvor war bereits das Brewster County aus Gebieten des Presidio Countys neu gegründet worden. Das damalige Brewster County umfasste den westlichen Teil des heutigen Brewster Countys, Buchel County den nordöstlichen Teil, das Foley County den südöstlichen Teil. Es gelang in den Folgejahren nicht, das dünn besiedelte Foley County als County zu organisieren, und am 22. März 1889 wurde dem Brewster County die Aufgabe übertragen, temporär die Verwaltungsaufgaben im Foley County zu übernehmen. Gemäß der Volkszählung 1890 hatte das Foley County 25 Einwohner.
Da es auch in den nächsten Jahren nicht gelang, eine County-Verwaltung aufzubauen, verabschiedete der texanische Senat ein Gesetz, wonach das Gebiet des Foley Countys (wie auch das des Buchel Countys) Teil des Brewster Countys werden sollte. Dieses Gesetz wurde am 9. April 1897 dem texanischen Gouverneur Charles Allen Culberson zur Unterschrift vorgelegt. Er hätte das Gesetz innerhalb eines verfassungsmäßig vorgeschriebenen Zeitraums unterzeichnen oder an den Senat zurückweisen müssen, tat dies jedoch nicht. Daher trat das Gesetz ohne seine Unterschrift in Kraft. Mit der Auflösung der Buchel und Foley Countys und deren Angliederung an das Brewster County wurde dieses das flächenmäßig größte County des Bundesstaates Texas.